# Jenkins (Így jártam anyátokkal)
A Jenkins az Így jártam anyátokkal című televízió-sorozat ötödik évadának tizenharmadik epizódja. Eredetileg 2010. január 18-án vetítették, míg Magyarországon 2010. október 25-én.
Ebben az epizódban Lily egyáltalán nem úgy reagál, ahogy Marshall várta volna, amikor bejelenti, hogy női munkatársat kapott. Eközben Ted diákjai ivós játékot kerekítenek Robin tévéműsora köré.

## Cselekmény
Jövőbeli Ted felsorolja azt a három helyet, ahol egy 30 éves New York-inak nem lenne szabad lennie: szilveszterkor a Times Square-en, karácsonykor a Rockefeller Centerben, és bármelyik egyetemista klubban. Ted és Marshall egy egyetemi klubba mennek, Ted pedig aggódik, hogy a diákjai fel fogják őt ismerni. Meglepő módon nem őt, hanem Marshallt ismerik fel, aki egy játékban tartja itt a rekordját, Nagy Süti néven. Marshall azt mondta, hogy egy munkatársával fognak találkozni a bárban. Ő Jenkins, aki rengeteg őrült dolgot csinált a munkahelyen. Ted egy kövér, vicces fickóként képzeli el őt, ám nagy meglepetésére (amikor Barney bejelenti, hogy lefeküdne vele) kiderül, hogy Jenkins egy nő.
Másnap ebédkor Lily váratlanul megjelenik Marshall munkahelyén, és ő is meglepődik, hogy Jenkins nő. Viszont Lily egyáltalán nem féltékeny, ami meglepi Marshallt. Ted és Robin szerint ez teljesen normális dolog, de Marshall elhatározza, hogy féltékennyé teszi Lilyt: azt szeretné, ha látná, hogy Jenkins flörtöl vele. Így meghívja, hogy töltsenek el egy estét hármasban, Jenkins megcsókolja őt. Kétségbeesetten rohan haza és mindent bevall Lilynek, de ő elbagatellizálja a dolgot, láthatóan nem véve komolyan Marshallt. Jenkins később bocsánatot kér Marshalltól, azt állítva, hogy részeg volt már reggel, mert ivós játékot játszott. Szeretne bocsánatot kérni Lilytől is, amit Marshall ki akar használni arra, hogy kiderüljön, mégis neki volt igaza. Miután Jenkins elmondta, amit akart, Lily nekiesett és elkezdte ütni-verni – Jövőbeli Ted megjegyzi, hogy Marshall többé nem próbálta meg Lilyt féltékennyé tenni.
Közben Robin váratlan népszerűséget tapasztal az egyetemi diákok körében. Egy diák azt mondja neki, hogy nagy rajongója a reggeli műsorának. Robin nagy büszkeséggel bemegy másnap Ted órájára, és elmondja, hogy ő vezeti a műsort. Amikor elmegy, a diákok elmondják Tednek, hogy a műsort azért szeretik, mert egy ivós játékot kerekítettek köré: valahányszor Robin azt mondja, hogy "de, ööö...", inni kell. Mikor Robin rájön, hogy a diákok erre használják a műsort, szándékosan elkezd egyre többet hibázni, majd másnap a másnapos osztályba is bemegy, és egy megafonnal a kezében kiabál.

## Kontinuitás
- Marshall egyik beceneve, a "Nagy Süti" először jelenik meg a sorozatban.
- Lily ismét céloz arra, hogy a csípője nem épp Eriksen-baba kompatibilis ("A pulykával tömött pocak")
- Marshall ismét tanúbizonyságát adja annak, hogy minden játékban nagyon jó.
- Robin először az "Életem legjobb bálja" című részben mondta, hogy "de, őőő..."
- Barney azonnal elkezd fényképezni, ahogy Lily elkezdi ütni Jenkinst. A női verekedések iránti ilyen vonzalma más részekben is szerepelt ("A kecske", "Közbelépés", "Boldogan élek")
- Marshall nem tud titkot tartani "A kecske" és a "Csodák" című részekben sem.
- Jenkins és Marshall is a Minnesota Vikings szurkolói.
- Scotty összekeveri Tedet a közgazdaságtan-tanárral. Ted a "Definíciók" című részben tévedésből a közgazdaságtan órára ment be tanítani.
- Ted másnaposan tanítja az osztályt. A "Nők versus Öltönyök" című részben azt mondta Cindynek, hogy tanított már részegen.

## Jövőbeli visszautalások
- Marshall utálata a Green Bay Packers iránt a "Rejtély kontra tények" és a "Búcsú New Yorktól" című részben is szerepel.
- Ted '"A nagy verseny" és a "Randy elbocsátása" című részekben is meg akarja szerezni diákjai szeretetét.
- Robin a "Persze, hogy..." című részben használja legközelebb a "de, ööö..." szófordulatot.

## Érdekességek
- Barney megsérti a Tesókódexet, mert nem értesíti Tedet arról, hogy két nő összeverekedett. Habár ha tisztában volt azzal, hogy Ted nem tudna időben odaérni, akkor kivételes szabály, hogy fényképet vagy videót is lehet csinálni, ennek pedig eleget tett.
- Barney az "Ordításlánc" című részben azt állította, hogy Gary Blauman meghalt, ebben a részben mégis felbukkan.
- Ezt az epizódot Neil Patrick Harris rendezte, aki a Csillagközi invázió című filmben Carl Jenkinst alakította.

## Zene
- Samuel Barber - Adagio For Strings
- Ursula 1000 - Kaboom

## Vendégszereplők
- Amanda Peet - Jenkins
- Edward Flores - férfi Jenkins
- Taran Killam - Gary Blauman
- Marieve Herington - Betty
- Lucky Davis - 8 éves gyerek
- Timothy Brennen - író
- Andrew Caldwell - Scotty